# Cresmatoneta
Cresmatoneta is een geslacht van spinnen uit de familie hangmatspinnen (Linyphiidae).

## Soorten
De volgende soorten zijn bij het geslacht ingedeeld:
- Cresmatoneta eleonorae (Costa, 1883)
- Cresmatoneta leucophthalma (Fage, 1946)
- Cresmatoneta mutinensis (Canestrini, 1868)
  - Cresmatoneta mutinensis orientalis (Strand, 1914)
- Cresmatoneta nipponensis Saito, 1988